# Cylindrecamptus albomaculatus
Cylindrecamptus albomaculatus är en skalbaggsart som beskrevs av Stefan von Breuning och Chûjô 1964. Cylindrecamptus albomaculatus ingår i släktet Cylindrecamptus och familjen långhorningar. Inga underarter finns listade i Catalogue of Life.